# Loop Head

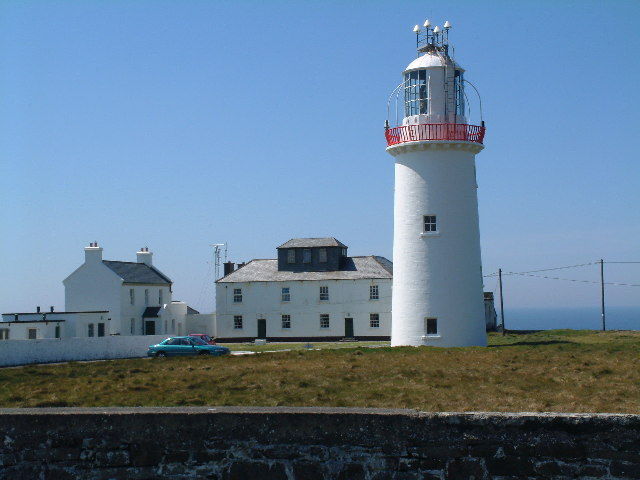
Latarnia morska na Loop Head

Loop Head (irl. Ceann Léime) – przylądek w Irlandii, na wyspie o tej samej nazwie, nad Oceanem Atlantyckim. Stanowi północny brzeg ujścia (estuarium) rzeki Sionny, po przeciwległej stronie rzeki leży  przylądek Kerry Head. Na Loop Head stoi latarnia morska.